# Argentina

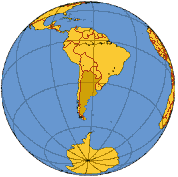
Argentina pe Glob

Argentina, oficial Republica Argentina (în spaniolă República Argentina) este o republică federală din America de Sud. Se învecinează la nord cu Bolivia și Paraguay; la nord-est cu Brazilia, la est cu Uruguay și Oceanul Atlantic; la sud cu Oceanul Atlantic și la vest cu Chile. Capitala și cel mai mare oraș din țară este Buenos Aires.
Cu o suprafață de 2.780.400 km², Argentina este ca mărime a doua țară din America de Sud (după Brazilia) și a opta țară din lume. Împreună cu Insulele Malvine și celelalte insule din sudul Atlanticului are o suprafață totală de 2.808.400 km². Coastele argentiniene au o lungime de 4990 km.
Țara ocupă cea mai mare parte din sudul Americii de Sud și are forma unui triunghi ascuțitunghic alungit, cu baza la nord și vârful la Punta Dungeness, extremitatea sudică a continentului. Lungimea teritoriului, de la nord la sud, este de aproximativ 3330 km iar lățimea maximă este de aproximativ 1384 km. Argentina include și Țara de Foc, care cuprinde jumătatea estică a Insulei Mari a Țării de Foc și numeroase insule vecine (ca, de exemplu, Isla de los Estados).

## Istoria
Argentina a fost populată, în epoca precolumbiană, înainte de sosirea exploratorilor spanioli, de triburi amerindiene: diaquita și calchaqui în Nord, tupi și guarani în regiunea Chacoaraucani în Vest și patagonezi în Sud. Existau triburi nomade care se ocupau, în special, cu vânatul și agricultura.
În februarie 1516, navigatorul spaniol Juan Díaz de Solís, căutând un traseu spre Indiile de Est a acostat în estuarul Rio de la Plata și a revendicat noile teritorii în numele Spaniei. În 1526, un navigator italian, Sebastian Cabot, a oprit în estuar, în căutare de provizii și, apoi, a urcat în sus pe râul Parana, până aproape de actualul oraș Rosario. Aici, împreună cu însoțitorii lui, au construit un fort și, apoi, au continuat drumul pe râu, până în Paraguayul actual. Cabot a rămas patru ani și a descoperit importante cantități de argint. Sistemul hidrografic a fost denumit Rio de la Plata (râul argintului).
Colonizarea regiunii a fost începută în 1535 de soldatul spaniol Pedro de Mendoza. În februarie 1536, Mendoza, care fusese numit guvernator militar al întregului ținut de la sudul lui Rio de la Plata, a pus piatra de temelie a orașului Buenos Aires. El a încercat să cucerească noi teritorii, dar nu a reușit din cauza lipsei alimentelor și a împotrivirii triburilor băștinașe. Cinci mai târziu, a fost nevoit să părăsească Buenos Aires.

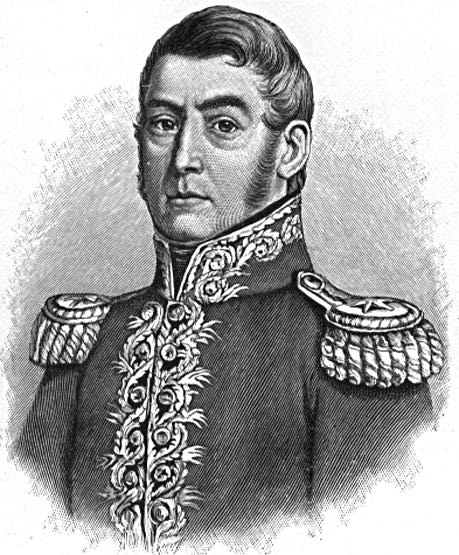
José de San Martin (1778-1850)

În 1537, Domingo Martinez de Irala, unul dintre locotenenții lui Mendoza, a fondat Asuncion (capitala actuală a Paraguay-ului), care a fost prima așezare permanentă din regiunea La Plata. De la această bază, spaniolii au cucerit, treptat, teritoriile dintre râurile Parana și Paraguay. Santiago del Estero, prima așezare permanentă din Argentina, a fost construită în 1553 de spaniolii veniți din Peru. Santa Fe a fost fondată în 1573, iar în 1580 a fost reluată construcția orașului Buenos Aires.
În 1620 întreaga regiune La Plata a fost subordonată viceregelui din Peru pentru administrare. Din cauza politicii comerciale restrictive, colonizarea regiunii La Plata a fost încetinită în următorii o sută de ani. În 1776 teritoriile ocupate, în prezent, de Argentina, Bolivia, Paraguay și Uruguay s-au separat de Peru și s-a constituit Viceregatul Rio de la Plata. În iunie 1806, orașul Buenos Aires a fost atacat de flota britanică sub comanda amiralului Riggs Popham. Viceregele nu s-a împotrivit acestui atac neautorizat de guvernul englez și orașul a fost ocupat de britanici. Aceștia au fost însă alungați, în luna august, de cetățenii orașului. În 1807, englezii au atacat, din nou, Buenos Airesul, dar au fost respinși de locuitori. Acest lucru a avut o importanță deosebită, deoarece coloniștii spanioli au căpătat încredere în forțele lor și s-au implicat în luptele pentru cucerirea independenței. Mișcarea revoluționară în La Plata a căpătat amploare în perioada detronării regelui Ferdinand al VII-lea al Spaniei de către Napoleon. Locuitorii din Buenos Aires au refuzat să-l recunoască pe Joseph Bonaparte, care fusese instalat pe tronul Spaniei. La 25 mai 1810, demonstranții au alungat guvernul viceregal și au instalat un consiliu guvernamental provizoriu, în numele lui Ferdinand al VII-lea. În scurt timp, relațiile cu reprezentanții regelui au fost rupte și s-a început campania de cucerire a independenței. Partea eliberată de sub armatele regale a fost împărțită, în 1813, în 14 provincii. În 1814, conducătorul militar Jose de San Martin a preluat comanda armatei nordului și, mai târziu, a dat lovituri decisive trupelor spaniole în Chile și Peru.

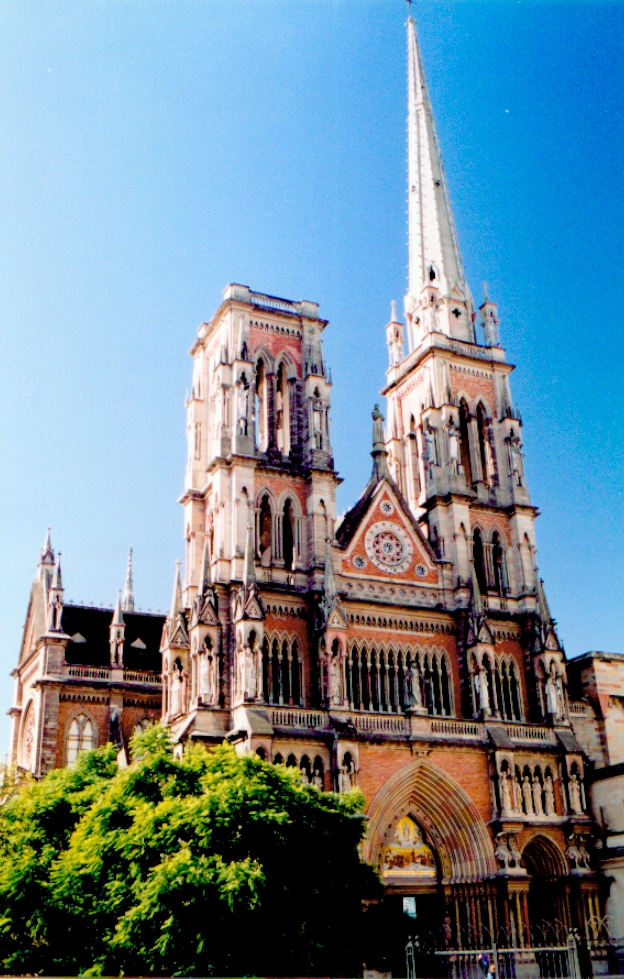
Biserica franciscană din Cordoba

În martie 1816, reprezentanții diferitelor provincii s-au reunit la Tucuman și, la 9 iulie aceștia au proclamat independența față de Spania și au declarat formarea Provinciilor Unite din America de Sud. Unii dintre delegați susțineau ideea creării unei monarhii constituționale, iar alții a unui sistem federal guvernamental. Neînțelegerile dintre cele două facțiuni au culminat cu războiul civil din 1819. Pacea s-a instalat în 1820, dar problema a rămas nerezolvată.

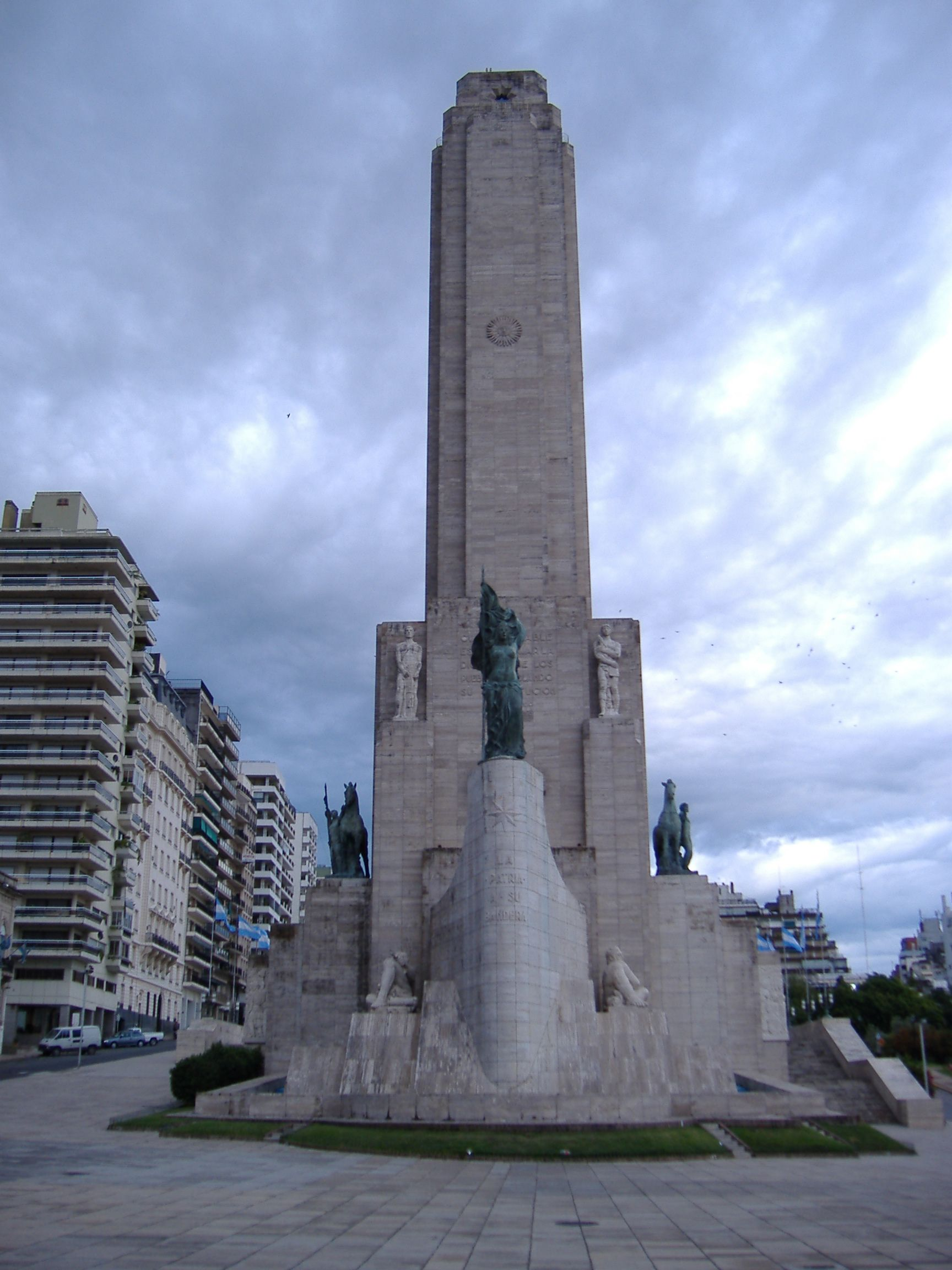
Monumentul Național al Steagului (Monumento Nacional a la Bandera) din Rosario

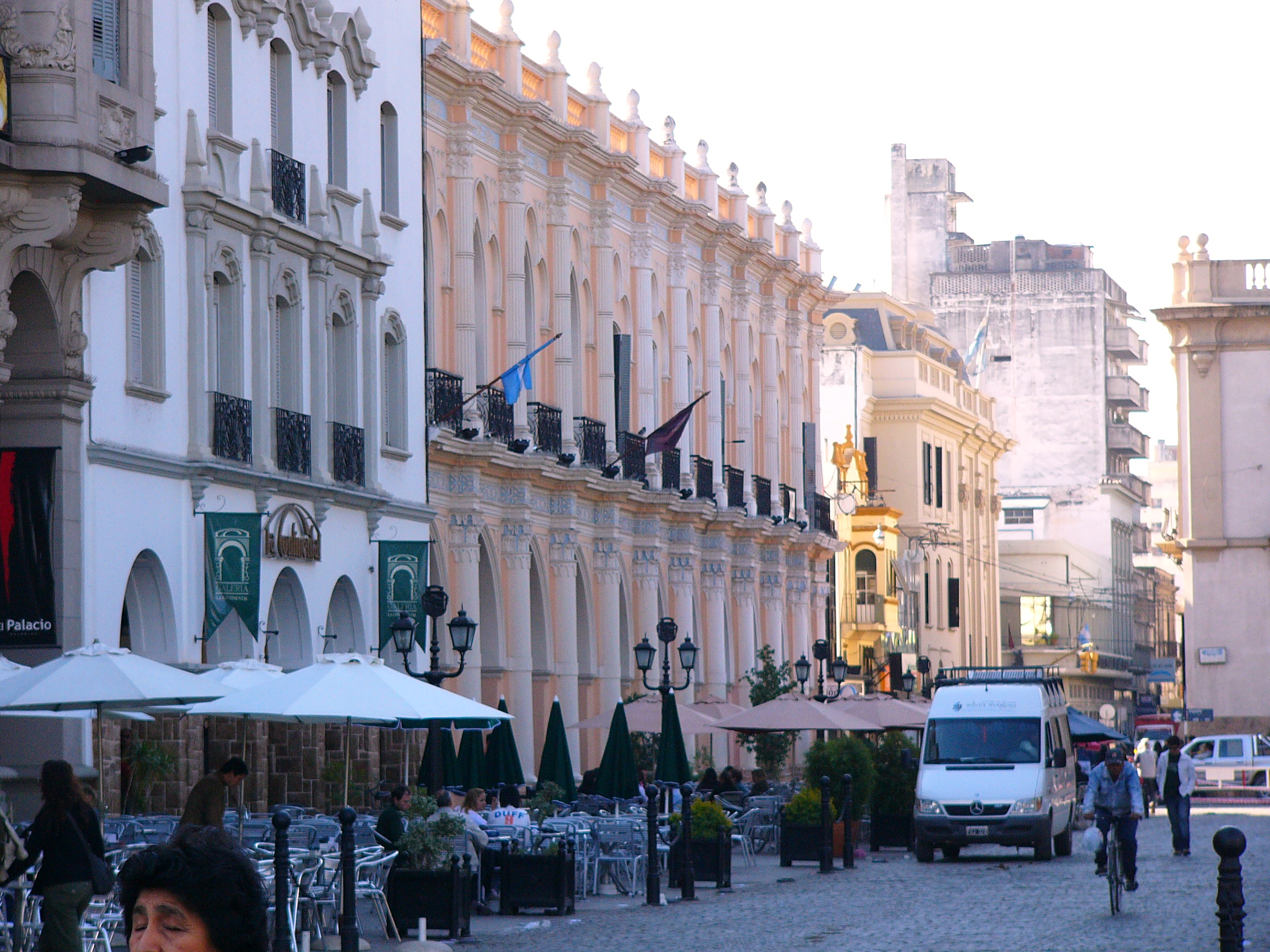
Salta

În 1829, generalul Juan Manuel de Rosas a fost ales guvernator al provinciei Buenos Aires. Susținător al federalismului, generalul și-a extins autoritatea și în celelalte Provincii Unite (care se vor denumi, apoi, Confederația Argentiniană). Regimul dictatorial al lui Rosas a fost răsturnat, în 1852, de un grup revoluționar condus de generalul Justo Urquiza. În 1853 a fost adoptată constituția federală și Urquiza a devenit primul președinte al Republicii Argentina. Provincia Buenos Aires a refuzat să adopte noua constituție și, în 1854, și-a proclamat independența. S-a declanșat un război între cele două state în 1859, dar Republica Argentina a învins și, în octombrie 1859, Buenos Aires a aderat la federație. În mai 1862, Buenos Airesul a fost desemnat capitala republicii. Între 1865 și 1902, Argentina a participat la numeroase războaie pentru stabilirea granițelor cu vecinii săi (Paraguay, Chile, Brazilia).
În primul deceniu al secolului al XX-lea, Argentina a devenit una dintre marile puteri din America de Sud, făcând progrese economice și sociale remarcabile. În Primul Război Mondial, Argentina a rămas neutră, dar a avut un rol important în aprovizionarea cu alimente a aliaților.
Criza economică din 1929 a avut repercusiuni serioase în Argentina. După 1936, mișcările cu caracter fascist capătă amploare.
În ianuarie 1942, la Conferința Pan-Americană pentru apărare de la Rio de Janeiro, Argentina și Chile au fost singurele țări care au refuzat să rupă relațiile cu puterile Axei. Relațiile cu Japonia și Germania nazistă au fost rupte de abia în ianuarie 1944. În data de 24 februarie 1944, în perspectiva războiului iminent cu Germania nazistă, o juntă militară autointitulată „Colonei” l-a destituit pe președintele Pedro Ramirez. Conducătorul juntei a fost colonelul Juan Domingo Peron. În ciuda manifestărilor de simpatie față de Aliați, guvernul a continuat să ofere adăpost agenților naziști. În iulie 1944, SUA a acuzat Argentina că ajută Puterile Axei. De abia în ziua de 27 martie 1945, țara a declarat război Germaniei naziste și Japoniei. Argentina a devenit, în lunile următoare, membră a Națiunilor Unite.
După 1946, au avut loc în Argentina numeroase frământări sociale din cauza dictaturilor militare care s-au succedat la conducerea țării și care au încercat să reprime mișcările democratice din țară. Una din cele mai sângeroase dictaturi a fost cea condusă de generalul Jorge Videla, între 1976-1983. În perioada respectivă, au căzut victime ale răpirilor între 9.000-30.000 de argentinieni (desaparecidos), cei mai mulți torturați și uciși fără proces. Doar o mică parte dintre răpiți au fost lăsați în exil.

## Geografie

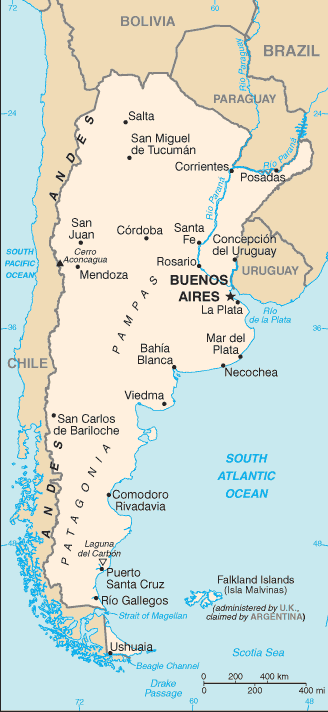
Harta Argentinei

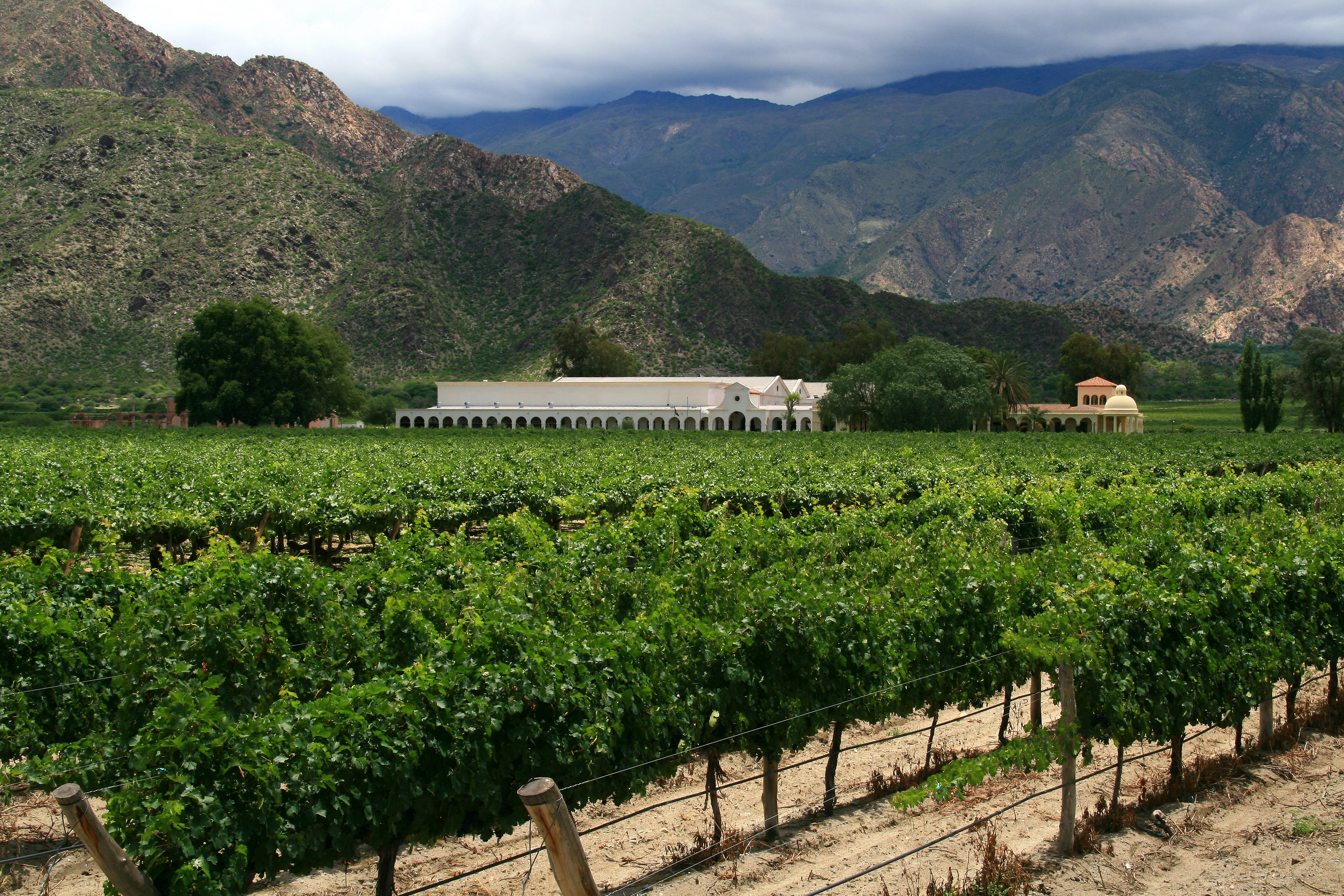
Cafayate

### Relief
Argentina cuprinde o diversitate de forme de relief: munți, podișuri și câmpii. Granița de vest traversează Anzii, cel mai mare lanț muntos din America de Sud. Anzii Patagonieni care formează granița naturală dintre Argentina și Chile, au înălțimi până la 3600 m. În partea de nord, la granița cu Bolivia, Anzii Cordilieri au numeroase vârfuri cu înălțimi de până la 6400 m. Cel mai înalt vârf este Aconcagua (6960 m). În centrul Argentinei se găsește lanțul muntos Sierra de Córdoba, cu cel mai înalt vârf Champaqui (2880 m).
La est de lanțul Anzilor se găsesc suprafețe aproape plane ale căror înălțimi variază, treptat, de la 600 m până la nivelul mării. În nord se întinde câmpia denumită Gran Chaco. Pampasul, câmpia lipsită de copaci, este cea mai productivă zonă agricolă a țării, întinzându-se pe aproximativ 1600 km în sudul lui Gran Chaco. În Patagonia, în sudul Pampasului, terenul este arid, de tip stepă.

### Hidrografie
Râurile din Argentina se clasifică în trei bazine: râurile care se varsă în Oceanul Atlantic; cele care se varsă în Oceanul Pacific și apele de interior. Patagonia are pe suprafața ei numeroase râuri. Cel mai mare râu al Argentinei este Parana, care o traversează din nord spre porțiunea centrală a țării. Alte râuri sunt: Uruguayul, care formează pe o porțiune granița cu statul Uruguay, Paraguayul, cel mai mare afluent al Paranei, Rio Colorado, Rio Salado și Rio Negro. Rio de la Plata este estuarul format la confluența dintre râurile Parana și Uruguayul. Pe râul Iguazú, afluent al fluviului Parana, se află cascada Iguazú, o mare atracție turisitică. În Anzii Patagonieni se găsesc numeroase lacuri de munte, cel mai renumit fiind lacul alpin Nahuel Huapi, în apropierea căruia s-a construit stațiunea turistică San Carlos de Bariloche. În Munții Anzi există și foarte multe lacuri glaciare.

### Climă
În emisfera sudică, anotimpurile sunt inversate, dar clima variază în funcție de latitudine și altitudine.
Clima este, în cea mai mare parte a țării, de tip temperat, exceptând o zonă mică în partea de nord, unde este de tip tropical și în Gran Chaco, unde este de tip subtropical. În zonele muntoase temperaturile sunt mai scăzute.
Precipitațiile variază in funcție de regiune: in nord, ploile sunt abundente, în timp ce în sud, climatul este arid. Astfel, în zona pampasului și Buenos Aires, clima este moderată spre caldă și umedă tot timpul anului. Provinciile Argentinei sunt călduroase vara, moderate iarna și umede tot anul. Cea mai mare parte din nord-vestul Argentinei are veri calde și umede și ierni blânde și uscate, excepție făcând altitudinile ridicate, unde nopțile sunt mereu reci și, deseori, chiar geroase. Patagonia Argentiniană are verile blânde în jumătatea nordică și răcoroase în cea sudică, fiind friguroasă iarna.

### Floră
Flora Argentinei este foarte diversificată: de la mlaștini subtropicale, păduri-galerii și păduri de roșcove sau de palmieri până la arbuști de deșert, păduri dense de conifere cu frunze căzătoare, stepe întinse și chiar puțină tundră.
Ținuturile înverzite: pampasul estic al Argentinei constă în pășuni întinse, pe când în zonele mai aride din sud și de vest există o îmbinare (numită monte) de arbuști pitici și ierburi. În Pampas se pot întâlni, în special, ierburi sau arbori rezistenți la secetă, ca: eucaliptul, sicamorul și acacia. În partea subtropicală a provinciei Chaco, ierburile de savană se îmbină cu pădurile de arbuști pitici și spinoși.
Pădurile-galerii și zonele umede: râurile nordice (în special, Paraná) au sute de kilometri de maluri puternic împădurite. Speciile importante de plante sunt guayobo colorado, o plantă înrudită cu mirtul, și ceibo, a cărui floare este unul dintre simbolurile naționale ale Argentinei.
Din 1992, Argentina a desemnat, conform Convenției Ramsar, 17 zone umede (mai mult de 40.000 de km2) ca fiind de importanță internațională. Cea mai spectaculoasă zonă umedă este Esteros del Iberá, unde insulele plutitoare de plante amfibii adăpostesc o multitudine de păsări, mamifere și reptile.
Pădurile subtropicale — Aflată, aproape în totalitate, sub Tropicul Capricornului, Argentina nu are păduri tropicale propriu-zise, dar selva subtropicală se găsește în provincia Misiones. Mai mult de 90 de specii diferite de copaci, printre care și ceibo și lapacho (care face flori de un roz-aprins), cresc în Parque Nacional Iguazú.
O mare parte din Gran Chaco este acoperit cu păduri de arbuști (exp: quebracho - copacul ce rupe topoare), iar versanții estici ai Anzilor sunt acoperiți de păduri de roșcove.
Puna: în ținuturile înalte din nord-vest, arbuștii de tola și tufișurile de ichu formează o pătură subțire deasupra solului stâncos, unele pietre fiind acoperite de mușchi (plantă) și licheni. În canioanele de la baza muntelui se întâlnește cactusul cardón.
Pădurile de foioase și conifere: în regiunea lacurilor patagoneze (de-a lungul graniței chiliene), pădurile veșnic verzi sau cu frunze căzătoare sunt create, majoritar, din anumite specii de Nothofagus (fag sudic). Coniferele sunt întâlnite ceva mai rar.
Stepa patagoneză: ca și puna, stepa patagoneză constă în petice de iarbă intercalate cu arbuști spinoși, cum ar fi calafate, care dă fructe comestibile. Văile râurilor sunt, în schimb, acoperite de pășuni abundente.

### Faună
Păsări
Mlaștinile din Iberá găzduiesc 344 de specii, printre care cormorani, egrete, bâtlani, berze și păsări cu corn; specii tropicale, cum ar fi tucanul, trăiesc în provincia Misiones.
Pampasul și pădurile-galerii sunt pline de păsări mici: tero (nagâțul sudic) și bandurria (ibisul cu gât alb).
În zonele umede din puna se găsesc păsări migratoare, precum: lișițe, gâște, rațe sau flamingo. În Anzii Patagonezi se întâlnește destul de des condorul, pe când specii de păsări care nu zboară (choike) se găsesc în stepele din nord-vest și din Patagonia. De-a lungul coastei trăiesc albatroși cu sprâncene negre, petrei uriași și cormorani cu gât negru, iar în provinciile Chubut și Santa Cruz pinguini Magellan.
Mamifere
Cel mai reprezentativ mamifer terestru este guanaco (o rudă a lamei domesticite din Patagonia), răspândit peste tot. Alte mamifere rumegătoare sunt huemul andin, o cornută cu subspecii nordice și vestice, și pudú, o căprioară pitică. Tapirul subtropical, înrudit cu calul, se întâlnește în zona nordică (subtropicală).
Cel mai mare carnivor din Argentina este puma, care trăiește doar în pădurile subtropicale. Alte mamifere notabile sunt maimuța capucin, maimuța urlătoare și capibara.
Pe plajele nisipoase și pe insulele stâncoase, de-a lungul coastei patagoneze, își duc existența leii-de-mare sudici, elefanții-de-mare sudici și focile cu blană. În apele de lângă Peninsula Valdéz se întâlnesc orci, balene cu cocoașă, balene nordice și delfini.
Reptile
Există trei varietăți de șerpi veninoși yarará, specie comună pentru zona subtropicală, dar rar întâlnită în Patagonia. În zonele umede din nord-est se găsesc două specii de crocodili yacaré (caimani).
Faună marină
Râurile Patagoniei sunt vestite pentru păstrăv și somonul atlantic, dar și pentru biban și peștii pejerrey. Paraná și alte râuri nordice sunt gazda peștilor boga, dorado și surubí (somonul din Paraná).

## Demografie

### Populație

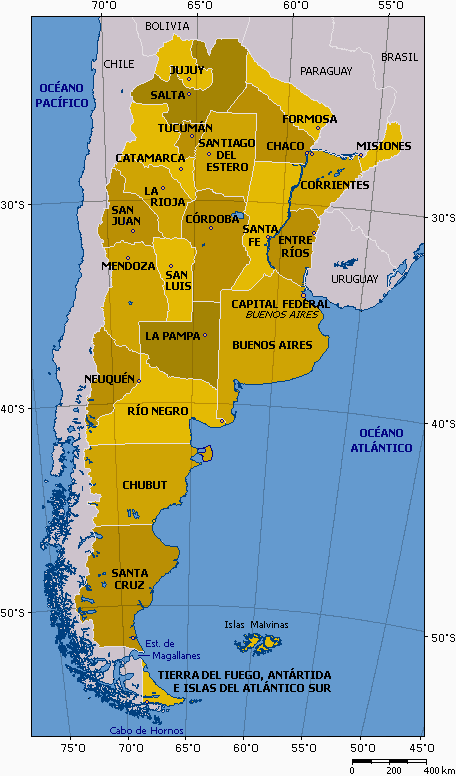
Provinciile Argentinei

Populația Argentinei era, în 2010, de aproximativ 40.117.096 persoane, în creștere de la 36.260.130 în 2001. dintre care o treime trăiesc în sau lângă Buenos Aires. Aproximativ 90% din populație este de origine europeană. O mică parte a populației este metisă. Datorită imigrării masive, între anii 1850-1940, au sosit în Argentina aproximativ 6.608.000 de imigranți spanioli, italieni, dar și francezi, englezi, ucraineni, polonezi, germani, ruși, irlandezi, scandinavi, evrei. Argentina găzduiește și numeroși rezidenți din țările vecine, cum ar fi Bolivia sau Paraguay, dar și un număr tot mai mare de imigranți asiatici, majoritatea din Hong Kong, Taiwan sau Coreea.
Studii recente realizate de cercetători ai Universității din Buenos Aires (UBA - Universidad de Buenos Aires) au demonstrat că 56% din argentinieni au material genetic de la popoarele precolumbiene, dar numai 10% din populația actuală ar fi pur indigenă.
89% din populație trăiește în zone urbane, astfel, o mare parte din suprafața țării este puțin populată.

### Structura etnică
Asemănător altor zone de colonizare, precum Canada, Australia sau Statele Unite ale Americii, Argentina este considerată o țară a imigranților. Cea mai mare parte a argentinienilor sunt descendenți fie ai populațiilor din epoca colonizării, fie ai imigranților europeni din secolele al XIX-lea și al XX-lea, 86,4% din populația țării având descendență europeană. Aproximativ 8% din populație este metisă, iar peste 4% din argentinieni au origine arabă sau est-asiatică. La ultimul recensământ național, 600.000 dintre argentinieni (1,6%) s-au declarat a fi amerindieni.
După sosirea coloniștilor spanioli, peste 6,2 milioane de europeni au emigrat în Argentina de la mijlocul secolului al XIX-lea până la mijlocului secolului al XX-lea. Argentina a fost întrecută doar de Statele Unite ale Americii în ceea ce privește numărul imigranților, timp în care populația țării s-a dublat la fiecare două decenii.
Majoritatea imigraților europeni au emigrat din Italia și Spania. Italienii au sosit, inițial, în cea mai mare parte din regiunile Piemont, Veneto și Lombardia, iar, mai apoi, din Campania și Calabria; aproape 25 de milioane de argentinieni au în diferite grade descendență italiană, reprezentând aproximativ 60% din populația țării. Imigranții spanioli au predominant galicieni și basci. Mai puțini ca număr, dar, totuși, semnificativi, imigrații au provenit și din Franța (mai ales din Bearn și nordul Țării Bascilor), Germania și Elveția, Danemarca, Suedia, Irlanda, Grecia, Portugalia și Regatul Unit al Marii Britanii.
Est-europenii au fost, de asemenea, numeroși, sosind din Rusia, Ucraina, Lituania și din Europa Centrală (în special din Polonia, Ungaria, România, Croația și Slovenia). Un număr important de emigranți au provenit din țările balcanice (Bulgaria și Muntenegru). Există o comunitate numeroasă de armeni , iar Chubut Valley înregistrează o populație semnificativă cu ascendență galeză.
Puține, dar în creștere, populațiile din Asia de Est s-au stabilit în Argentina, în Buenos Aires, în special. Primii argentinieni-asiatici au avut descendență japoneză, venind, inițial, ca turiști și, mai apoi, stabilindu-se, după anul 1886, în Argentina ; oficial, procesul de imigrare al japonezilor a început în 1912. Au urmat chinezii și coreenii. Astăzi, chinezii sunt comunitatea cu cea mai mare creștere (cu 100.000 de copii născuți în marile orașe argentiniene).
Majoritatea comunității evreiești din Argentina este formată din evrei așkenazi, în timp ce 15-20% sunt grupuri de sefarzi (în principal, evrei sirieni). Comunitatea evreiască argentiniană este a cincea ca mărime din lume. Argentina este țara gazdă a uneia dintre cele mai numeroase comunități arabe din lume, formată, majoritar, din imigranți din Palestina, Siria și Liban. Majoritatea sunt creștini aparținând de Bisericilor Ortodoxă Orientală și Catolică Orientală (Maronită), cu mici minorități musulmane și evreiești. Mulți au dobândit un statut social ridicat în afaceri sau politică, așa cum este cazul fostului președinte Carlos Menem, fiul unor imigranți sirieni din provincia La Rioja.
Deși puțini ca număr, în mod disproporționat, imigranții englezi au jucat un rol foarte important în construcția statului modern argentinian. Anglo-argentinienii s-au aflat, adesea, în poziții influente în transportul feroviar, industrie și agricultură. Statutul istoric al acestora a fost complicat de reducerea influenței pe care o aveau în economie odată cu regimul Peron și naționalizarea companiilor britanice după 1940, iar, mai recent, de războiul Falklands din 1982. Populația indigenă recunoscută oficial în țară, conform „Anchetei Complementare a Populațiilor Indigene” 2004-2005, se ridică la aproximativ 600.000 (aproximativ 1,4% din totalul populației), dintre care ceamai numeroasă este populația Mapuche.
Conform lui David Levinson, „Afro-argentinienii sunt în jur de 50.000, aproape toți locuind acum în Buenos Aires. Argentina nu a important un număr mare de sclavi, iar afro-argentinienii de astăzi sunt descendenți ai sclavilor liberi si ai sclavilor care au scăpat din Bolivia, Paraguay și Brazilia. Ca parte a programului de europenizare de la sfârșitul anilor 1980, afro-argentinienii au fost constrânși să-ți părăsească pământurile. Identitatea africană a fost definită ca fiind inferioară, iar războiul, bolile și căsătoriile interetnice au redus numărul acestora. Chiar dacă ignorați pe scară largă și retrogradați spre slujbe inferioare, afro-argentinienii continuă să existe ca o comunitate distinctă în Buenos Aires.”
Recensământul național de stat a fost criticat deoarece datele istorice au fost culese folosind originea națională a populației în dauna celei rasiale, lucru ce a condus la subestimarea numărului de afro-argentinieni și metiși. Recensământul din 1887, din Buenos Aires, a fost ultimul în care negrii au fost considerați o categorie separată.
Imigrația ilegală a fost o problemă recentă a demografiei Argentinei. Cei mai mulți imigranți ilegali provin din Bolivia și Paraguay, țări vecine Argentinei în partea de nord. Grupuri mai mici provin din Peru, Ecuador și România. Guvernul argentinian estimează faptul că aproximativ 750.000 de locuitori nu dețin acte oficiale și a lansat un program numit „Țara Mare” (Patria Grande) pentru a încuraja imigranții ilegali să își reglementeze statutul; până în momentul de față, peste 670.000 de aplicații au fost prelucrate în cadrul programului.

### Gaucho
Deși cei mai mulți dintre argentinieni trăiesc în mediul urban, aceștia continuă să se simtă legați de spiritul gauchoului, călărețul legendar al pampasului, și de calitățile sale ideale în ceea ce privește politețea, generozitatea și independența.
În festivalurile populare, apariția gauchoului este obligatorie.

### Limba
Limba oficială este spaniola. De asemenea, se vorbesc italiana și engleza.
Datorită intonației italiene, accentele standard ale limbii spaniole diferă de cele ale altor țări. Spaniola-argentiniană este cunoscută pentru tendința sa de yeísmo: grupul „ll” și sunetul „y" - echivalente cu „i”, sună mai mult ca și „ș”. O altă diferență față de spaniola clasică este utilizarea pronumelui la persoana a doua plural vos si pentru persoana a doua singular tu(exp: vos hablás, în loc de tú hablas). Vocabularul argentinian include, de asemenea, regionalisme, argouri, dar și cuvinte împrumutate din alte limbi (de exemplu: engleza).

### Religia
Din punct de vedere istoric, Argentina este o țară romano-catolică, Biserica acționând, de obicei, ca o forță conservatoare.
Cardinalul Antonio Quarracino (1923-1998) a fost un susținător fervent al dictaturii dintre anii 1976 și 1983, care a condus „ Războiul Murdar” și opozant al homosexualității. În 2005, episcopul militar Antonio Baseotto a spus despre ministrul Sănătății, Ginés Gonzáles García, că ar trebui „aruncat în mare cu capul înainte și cu o piatră de moară legată de gât”, deoarece acesta susținea distribuirea gratuită de prezervative și legalizarea avortului.
Conform unui sondaj CONICET, 76,5% din argentinieni sunt catolici, 11,3% agnostici și atei, 9% evangheliști, 1,2% martori ai lui Iehova, 0,9% mormoni; iar restul 1,2% sunt adepții altor religii, printre care islam, iudaism și buddhism.
Până la reforma constituțională din 1994, președintele și vicepreședintele erau obligați să fie romano-catolici și să sprijine Biserica Catolică. Guvernul fostului președinte Néstor Kirchner a provocat deschis Vaticanul, atunci când l-a demis din funcție pe episcopul Antonio Baseotto.
Biserica oficială nu îi recunoaște pe „sfinții” neoficiali ca gauchoul Antonio Gil din provincia Corrientes sau Difunta Correa (o femeie din secolul al XIX-lea) din provincia San Juan. Cu toate acestea, mii de pelerini vizitează altarele lor.
Protestantismul evanghelic s-a extins în Argentina mai mult decât oriunde altundeva în America Latină. Într-un număr ceva mai mic există și rituri protestante standard (anglican sau luteran).
Argentina are una dintre cele mai mari comunități evreiești din lume din afara Israelului.

### Valuta
Moneda națională este peso-ul (cu codul ISO4217 ARS), care are ca subdiviziuni 100 de centavos. Simbolul utilizat în Argentina pentru peso este $. Bancnotele (de câte 2$, 5$, 10$, 20$, 50$ și 100$), au imprimate pe ele personaje istorice ale secolului al XIX-lea. Monedele au valori de 5, 10, 20 și 50 de centavos.

## Organizarea administrativă și politică
Argentina este formată din 23 de provincii, un district federal care cuprinde zona orașului Buenos Aires și câteva suburbii, un sector argentinian în Antarctica și câteva insule în Oceanul Atlantic.
Cel mai mare oraș este capitala Buenos Aires, cu o populație de aproximativ de 12.000.000 locuitori. Alte orașe importante sunt Cordoba, orașul-port Rosario, Mendoza, La Plata, și Mar del Plata.
Conform Constituției din 1853, Argentina este o republică federală, condusă de un președinte asistat de un consiliu de miniștri. Puterea legislativă este formată de un congres național constituit din Senat și Camera Deputaților. 
| Nº1 | Provincia                                                 | Cod Poștal Argentinian | Populație  | Suprafață (km²) | Capitala                            | Steag |
| --- | --------------------------------------------------------- | ---------------------- | ---------- | --------------- | ----------------------------------- | ----- |
| 1   | Buenos Aires                                              | B                      | 15.052.177 | 307.804         | La Plata                            |       |
| 2   | Córdoba                                                   | X                      | 3.340.041  | 168.766         | Córdoba                             |       |
| 3   | Santa Fe                                                  | S                      | 3.242.551  | 133.007         | Santa Fe de la Vera Cruz            |       |
| 4   | Mendoza                                                   | M                      | 1.729.660  | 150.839         | Mendoza                             |       |
| 5   | Tucumán                                                   | T                      | 1.475.384  | 22.524          | San Miguel de Tucumán               |       |
| 6   | Entre Ríos                                                | E                      | 1.255.787  | 78.781          | Paraná                              |       |
| 7   | Salta                                                     | A                      | 1.224.022  | 154.775         | Salta                               |       |
| 8   | Misiones                                                  | N                      | 1.077.987  | 29.801          | Posadas                             |       |
| 9   | Chaco                                                     | H                      | 1.052.185  | 99.633          | Resistencia                         |       |
| 10  | Corrientes                                                | W                      | 1.013.443  | 88.199          | Corrientes                          |       |
| 11  | Santiago del Estero                                       | G                      | 865.546    | 135.254         | Santiago del Estero                 |       |
| 12  | Jujuy                                                     | Y                      | 679.975    | 53.219          | San Salvador de Jujuy               |       |
| 13  | San Juan                                                  | J                      | 695.640    | 89.651          | San Juan                            |       |
| 14  | Río Negro                                                 | R                      | 597.476    | 203.013         | Viedma                              |       |
| 15  | Formosa                                                   | P                      | 539.883    | 72.066          | Formosa                             |       |
| 16  | Neuquén                                                   | Q                      | 547.742    | 94.078          | Neuquén                             |       |
| 17  | Chubut                                                    | U                      | 460.684    | 224.686         | Rawson                              |       |
| 18  | San Luis                                                  | D                      | 437.544    | 76.748          | San Luis                            |       |
| 19  | Catamarca                                                 | K                      | 388.416    | 99.818          | San Fernando del Valle de Catamarca |       |
| 20  | La Rioja                                                  | F                      | 341.207    | 89.680          | La Rioja                            |       |
| 21  | La Pampa                                                  | L                      | 333.550    | 143.440         | Santa Rosa                          |       |
| 22  | Santa Cruz                                                | Z                      | 225.920    | 243.943         | Río Gallegos                        |       |
| 23  | Țara de Foc, Antarctica și Insulele din Atlanticul de Sud | V                      | 126.212    | 1.002.352       | Ushuaia                             |       |

## Economie
Economia argentiniană se bazează, în primul rând, pe agricultură, dar, în ultimele decenii, s-a dezvoltat mult industria extractivă (datorită zăcămintelor de cărbune și petrol) și industria manufacturieră (prelucrarea produselor petroliere, textilă, chimică, alimentară). Exportul Argentinei se bazează pe produsele agricole (carne, cereale, lână). Importurile constau în echipamente tehnologice, chimicale, metale, lubrifianți.

## Cultură

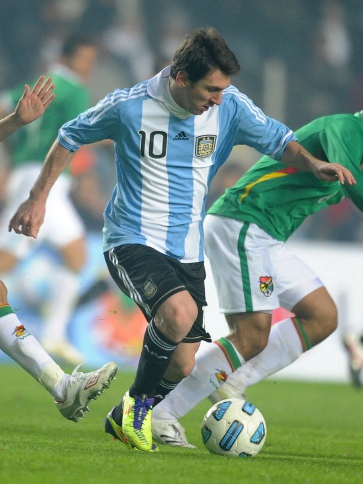
Lionel Messi, câștigător al Balonului de Aur FIFA de opt
ori.

### Fotbaliștifaimoși
- Lionel Messi
- Diego Maradona
- Paulo Dybala
- Alfredo Di Stéfano
- Marcelo Bielsa
- Gonzalo Higuain
- Juan Román Riquelme
- Carlos Tevez
- Sergio Agüero
- Javier Mascherano
- Angel Di Maria
- Pablo Zabaleta
- Javier Zanetti
- Mario Kempes
- Diego Simeone
- Juan Sebastián Verón
- Claudio Caniggia
- Fernando Redondo
- Gabriel Batistuta
- Daniel Passarella
- Martín Palermo
- Gonzalo Martinez

### Mâncare și băutură
Bucătăria argentiniană are multe feluri de mâncare, gustări sau deserturi, caracteristice acestei țări.
Majoritatea argentinienilor preferă carnea de vită. Mâncarea specifică argentiniană este parrillada, un grătar mixt care cuprinde atât măruntaie (achuras), cât și cârnați puțin picanți (chorizo), fleică (vacio), costiță (costillas) și alte feluri de carne. De obicei, se prepară cu chimichurri marinade pe bază de usturoi și nu foarte picant și poate include, de asemenea, carne de pui sau de porc și ardei copți. Specific Patagoniei este mielul suculent, de obicei fript la proțap. În unele zone se folosește carnea de capră. Puchero, o altă mâncare specifică Argentinei, este o tocană cu carne de vită fiartă, șuncă sărată, cartofi și alte legume.
În Argentina, mâncarea picantă este neobișnuită. Cu toate acestea, în nord-vestul țării se mănâncă o tocană cu mămăligă în care se pun o mulțime de cărnuri diferite, cârnați și legume asortate cu chimion, boia și ardei iuți. Aceasta tocană picantă poartă numele de locro.
În meniurile argentiniene găsim feluri de mâncare cu carne de vânat, cum ar fi de căprioară sau cerb (venado), mistreț (jabalí), struț (ñandú) și guanaco.
Tradițiile spaniole și basce se disting clar în feluri precum creveți cu usturoi (gambas al ajillo) sau inele de calmar (rabas). Merluciul (merluza) este unul dintre cei mai buni pești oceanici gătit în Argentina.
În Buenos Aires și alte câteva orașe există restaurante de sushi.

### Patrimoniul mondial CONAN

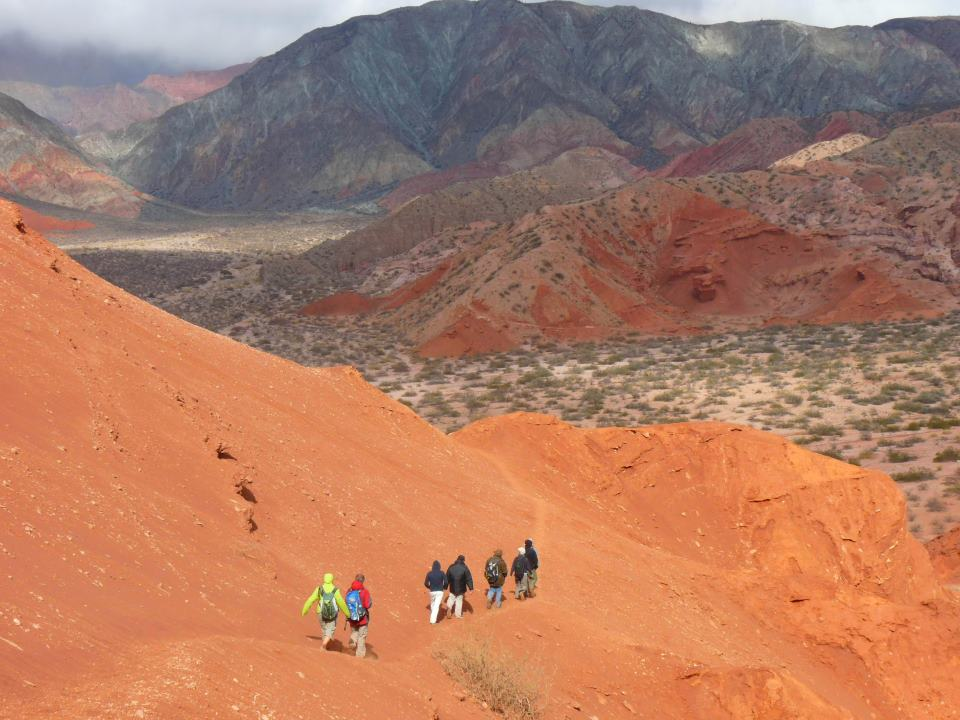
Valles Calchaquíes

Pe lista patrimoniului mondial UNESCO sunt incluse următoarele obiective din Argentina:
- Parcul național „Los Glaciares“ (1981);
- Parcul național Iguazu (1984);
- Cele 4 așezăminte misionare iezuite pentru guarani de la San Ignacio Mini, Santa Ana, Nuestra Señora de Loreto și Santa Maria la Mayor (1983, 1984);
- Peninsula Valdés (1999);
- Picturile murale din peștera “Cueva de las Manos”, Rio Pinturas (1999);
- Parcurile naturale Ischigualasto și Talampaya (2000);
- Ansamblurile de clădiri iezuite din zona Córdoba (2000);
- Quebrada de Humahuaca (2003).